# デュークオブケンブリッジステークス
デュークオブケンブリッジステークス（Duke of Cambridge Stakes）は、イギリスのアスコット競馬場で毎年6月に行われる競馬の競走である。

## 概要
この競走は2004年にヨーロッパ全土で導入された古馬牝馬のために創設された競走の一つである。これらは輸出されたり、早期の引退を防ぐための措置として考案された。当初はウィンザーフォレストステークスという名であったが、2013年にケンブリッジ公であるウィリアム王子に敬意を表して現在の競走名に改名された。
5日間にわたって行われるロイヤルアスコット開催の2日目に施行されている。

## 歴代優勝馬
- 2004  Favourable Terms
- 2005  Peeress
- 2006  Soviet Song
- 2007  Nannina
- 2008  Sabana Perdida
- 2009  Spacious
- 2010  Strawberrydaiquiri
- 2011  Lolly for Dolly
- 2012  Lolly for Dolly
- 2013  Duntle
- 2014  Integral
- 2015  Amazing Maria
- 2016  Usherette
- 2017  Qemah
- 2018  Qemah
- 2019  Move Swiftly
- 2020  Nazeef
- 2021  Indie Angel
- 2022  Saffron Beach
- 2023  Rogue Millennium
- 2024  Running Lion
- 2025  Crimson Advocate

## 各回結果の出典
- レーシングポスト:
  - 2004, 2005, 2006, 2007, 2008, 2009, 2010, 2011, 2012, 2013
  - 2014, 2015, 2016, 2017, 2018, 2019, 2020, 2021, 2022, 2023
  - 2024, 2025